# Fast Life
Fast Life – czwarty studyjny album amerykańskiego rapera Paula Walla. Płyta została wydana przez Asylum Records, w przeciwieństwie do poprzednich dwóch albumów Paula, które zostały wydane przez Atlantic Records.

## Lista utworów
1. "I Need Mo" (feat. Kobe)
2. "Got to Get It"
3. "Bizzy Body" (feat. Webbie & Mouse)
4. "Lemon Drop" (feat. Baby Bash)
5. "Fly" (feat. Yung Joc & Gorilla Zo)
6. "I Grind" (feat. Marty James)
7. "Daddy Wasn't Home (Mama Raised Me)"
8. "Pop One of These" (feat. Too Short, Skinhead Rob & The Federation)
9. "One Hundred" (feat. Z-Ro & Yung Redd)
10. "Pressin' Them Buttons" (feat. Lil Keke & Trae)
11. "I'm Clean" (feat. Z-Ro)
12. "Sumn' Like a Pimp" (feat. Tech N9ne & Krizz Kaliko)
13. "Look at Me Now" (feat. Yung Chill)

Na albumie znajduje się utwór "1, 2, 3, 4" z Pitbullem, ale tylko na płycie CD.